# С
Cette page contient des caractères spéciaux ou non latins. S’ils s’affichent mal (▯, ?, etc.), consultez la page d’aide Unicode.
Ne doit pas être confondu avec C.

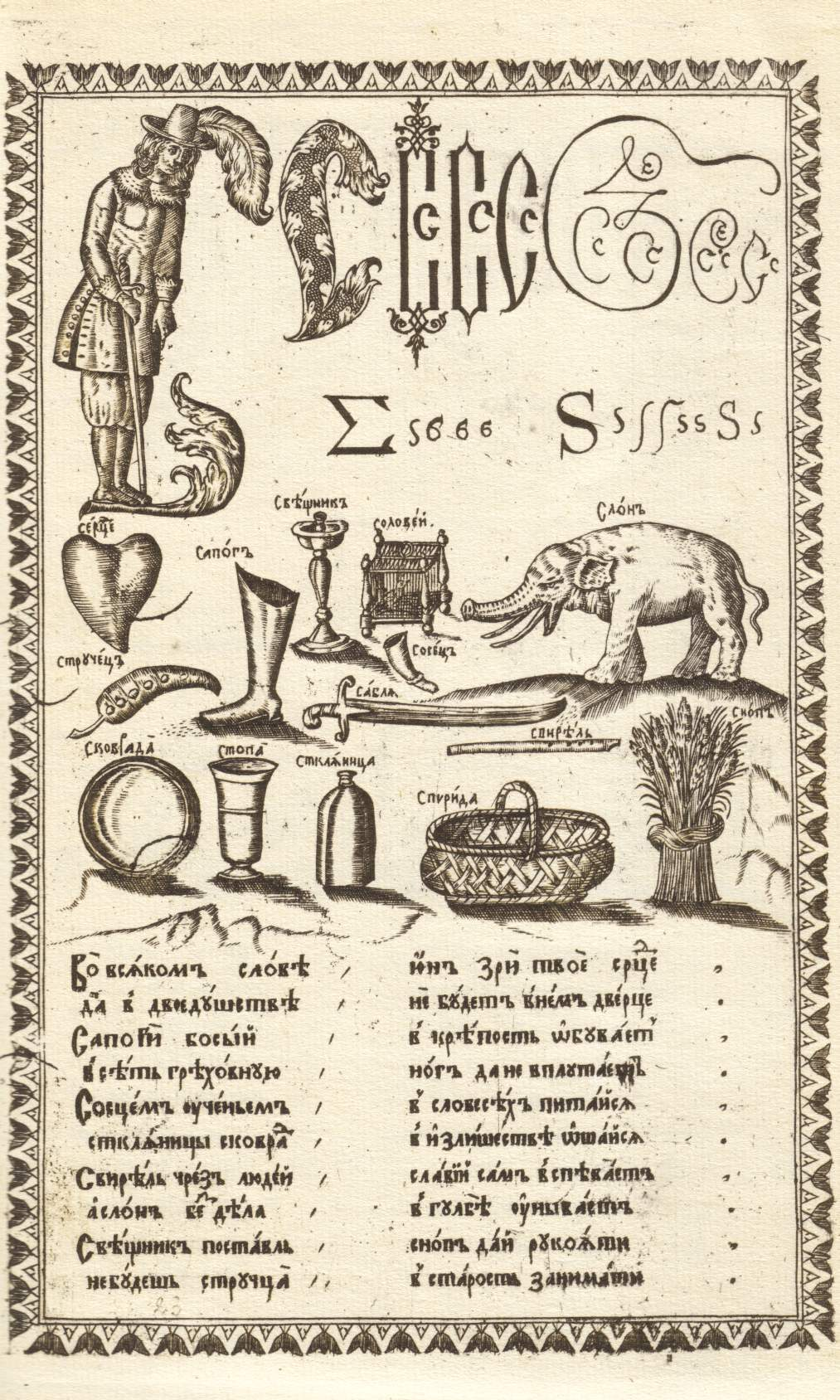
Les formes du es dans l’Alphabet de Karion Istomin de 1694.

Es (capitale : С, minuscule : с ou, pour l’es large, ᲃ) est une lettre de l'alphabet cyrillique.

## Linguistique
С représente le son /s/.

## Représentation informatique
- Unicode[1] :
  - Capitale С : U+0421
  - Minuscule с : U+0441